# 那烂陀寺
那烂陀寺（羅馬化：Nālaṃdā vihāra），又译那羅寺、那蘭陀寺、阿蘭陀寺，意譯為施無厭寺。那爛陀，古印度地名，近古摩揭陀国王舍城，今印度比哈尔邦中部都会巴特那东南90公里。此地原建有佛教寺院名那爛陀寺，為古代印度東部佛教最高学府和学术中心。那烂陀寺规模宏大，曾有多达九百万卷的藏书，历代学者輩出，最盛时有上万僧人学者聚集于此，遺址於2016年列入世界遺产。

## 歷史
古代那爛陀是一個聚落，近於摩揭陀國首都王舍城，為釋迦牟尼佛弟子舍利弗的出生地、佛教最早傳佈的地區之一。
法顯在印度遊學時那爛陀仍是聚落，有舍利弗舍利塔而無寺院。传说此地原是庵摩罗园，后来五百商人捐钱买下献佛，佛在此说法三個月。後來摩揭陀国王鑠迦羅阿逸多(Śakrāditya，帝日王)，為王舍城北之比丘曷羅社槃社（梵 Rāja-vajśa）在此兴建佛寺，子佛陀鞠多王在寺南扩建，此後呾他揭多鞠多王在东面建寺，幼日王在东北建寺，金刚王在此西建寺，其後中印度王在此北建寺。帝日王建寺中供佛像。经过历代君王的营建，那烂陀寺宏伟壮观。另 （页面存档备份，存于）外，梵語「那爛陀」三字意謂「施無厭」或「無厭施」。
根據多方的考察，玄奘所說「佛涅槃後未久」即建此寺是不正確的。由後期笈多王朝的幻日王所創建則比較可信。在所見的資料中，住持那爛陀寺的名德，是由德慧或護法開始，護法約為西元五三〇至五六一年間的人，後期笈多王朝則為西元五三五至七三〇年間。那爛陀寺似乎先是唯識學派盛行的學府，後來即成為密教大乘的學府。

## 記載
玄奘《大唐西域記》、义凈《大唐西域求法高僧传》、《南海寄归内法传》、慧立《大慈恩寺三藏法师传》对那烂陀寺都作過说明，而义凈对当时那烂陀寺的布局、建筑样式，寺院制度和寺僧生活习惯，叙述尤其詳細準確。玄奘在此从戒贤法师学习多年，听讲《瑜伽師地論》、《順正理論》、《顯揚聖教論》、《对法》、《因明》、《声明》、《集量論》等经书，兼学婆罗门学，义凈在此从宝师子学习十年，翻译《根本说一切有部毗奈耶颂》三卷，《一百五十赞佛颂》一卷；此外来此学佛的唐僧还有慧业、灵运、玄照、道希、道生、大乘灯、道琳、智弘、无行等法师。
根据义凈在七世纪末的记述，那烂陀寺宛如一座方城，四周围有长廊。寺高三层，高三到四丈，用砖建造，每层高一丈多。横梁用木板搭造，用砖平铺为房顶。每一寺的四边各有9间僧房，房呈四方形，宽约一丈多。僧房前方安有高门，开有窗洞，但不得安帘幕，以便互相瞻望，不容片刻隐私。僧房后壁乃是寺的外围墙，有窗通外。围墙高三四丈，上面排列人身大小的塑像，雕刻精细，美轮美奂。
寺的屋顶、房檐、和院落地面，都用特制的材料覆盖，这种覆盖料是用核桃大小的碎砖和以黏土制成，覆盖辗平后，再用浸泡多日的石灰杂以麻筋麻滓烂皮涂上，盖上青草三五天，在完全乾透之前，用滑石磨光，然后先涂上一道赤土汁，最后再涂上油漆，光亮猶如明镜一般。经过如此处理的寺院地面，坚实耐用，经人践踏二三十年而堅固如初。
那烂陀寺每天都有一百多个讲坛，学习课程包括大乘佛典、天文学、数学、医药等。而從玄奘、義淨的學歷記載和一些譯籍來看，當時那爛陀寺等處的佛學，已顯然分為「因明、對法、戒律、中觀和瑜伽」等五科：
- 於因明科，玄奘譯出《因明正理門論》和《因明入正理論》，樹立論議的邏輯軌範。(義淨譯出：《集量論》)
- 於對法科，在聲聞乘玄奘譯出《俱舍論》，又囊括說一切有部的論藏和《大毘婆沙論》，以及《順正理論》、《顯宗》等論；大乘對法譯出了《大乘阿毘達磨集論》和注釋《雜集論》。
- 於戒律科，玄奘譯傳《瑜伽菩薩戒》，並輯出《受戒羯磨》以為實行規範。(聲聞律學的宏揚，則有義淨傳譯《根本說一切有部毘奈耶》的律典，勝友 Viśeṣamitra的《律攝》也有譯出)
- 於中觀科，玄奘多次聽講《中論》、《百論》，又譯出護法的《廣百論釋》，以見瑜伽系貫通中觀的成就。中觀派論師清辨的著作《大乘掌珍論》也有譯出。
- 於瑜伽科，則於「一本（《瑜伽師地論》）十支（《顯揚聖教論》、《大乘莊嚴經論》等）」，幾乎全部譯出，並編纂了集唯識學大成的《成唯識論》，以盡其奧蘊。(義淨還傳譯禪定論著：《六門教授習定論》)

八世纪时那烂陀寺成为金刚乘的学术中心，也是重要道场。

## 破敗與遺跡

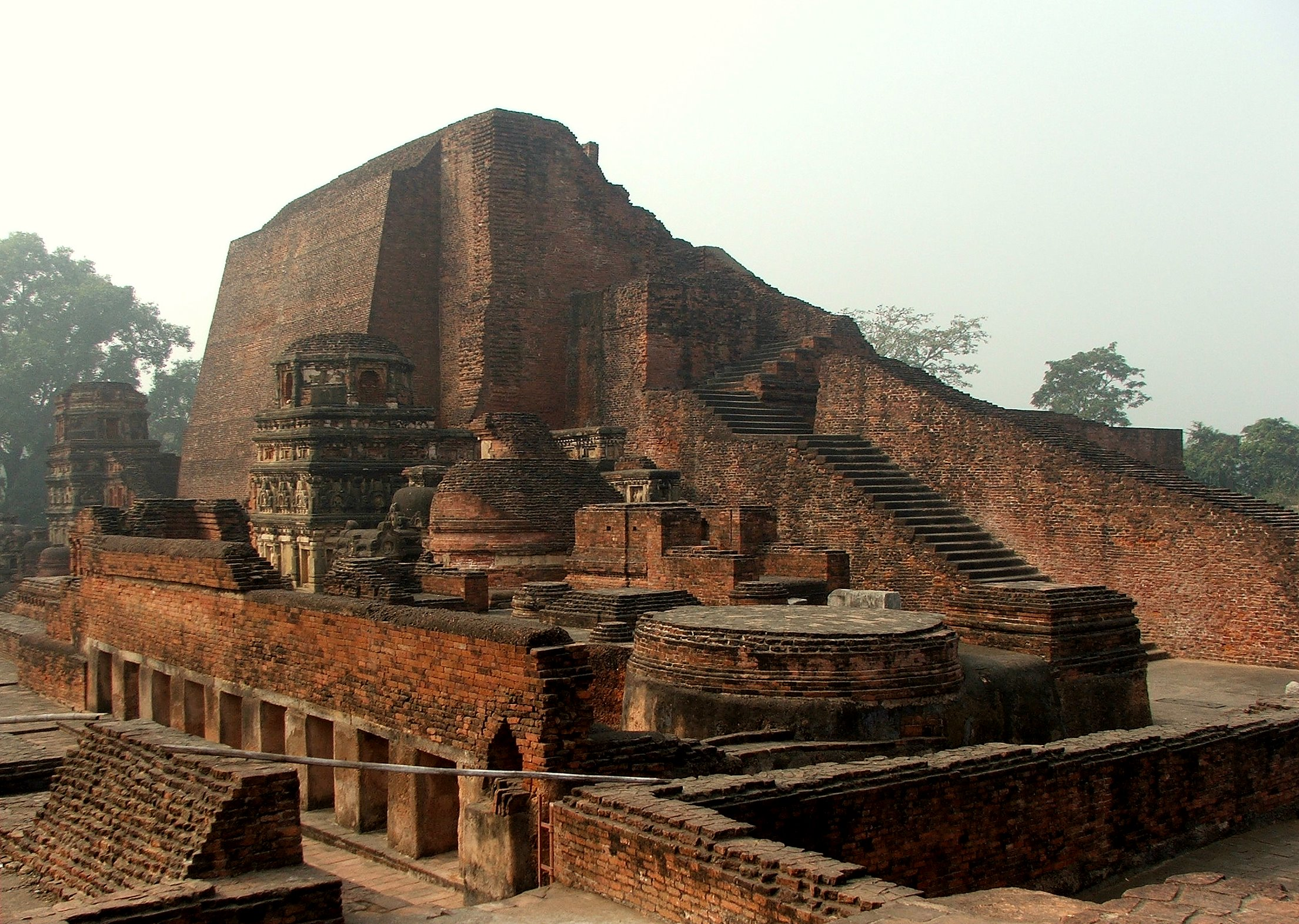
第3座佛塔

1193年突厥人巴赫蒂亞爾·卡爾吉带兵侵占那烂陀寺，寺院和图书馆遭受严重破坏，大批那烂陀僧侣逃往西藏避难，从此那烂陀寺失去昔日的光辉，并渐渐被人遗忘，变成废墟。
从1861年开始，那烂陀寺院遗迹被陆续挖掘，已发掘出8座大型寺院，4座中型寺院和一小型寺院。8大寺按南北方向一字排列，大门朝西。大寺每边9間僧室，恰如义净所述，中寺每边7間僧室，小寺院每边5間僧室。

## 复兴计划

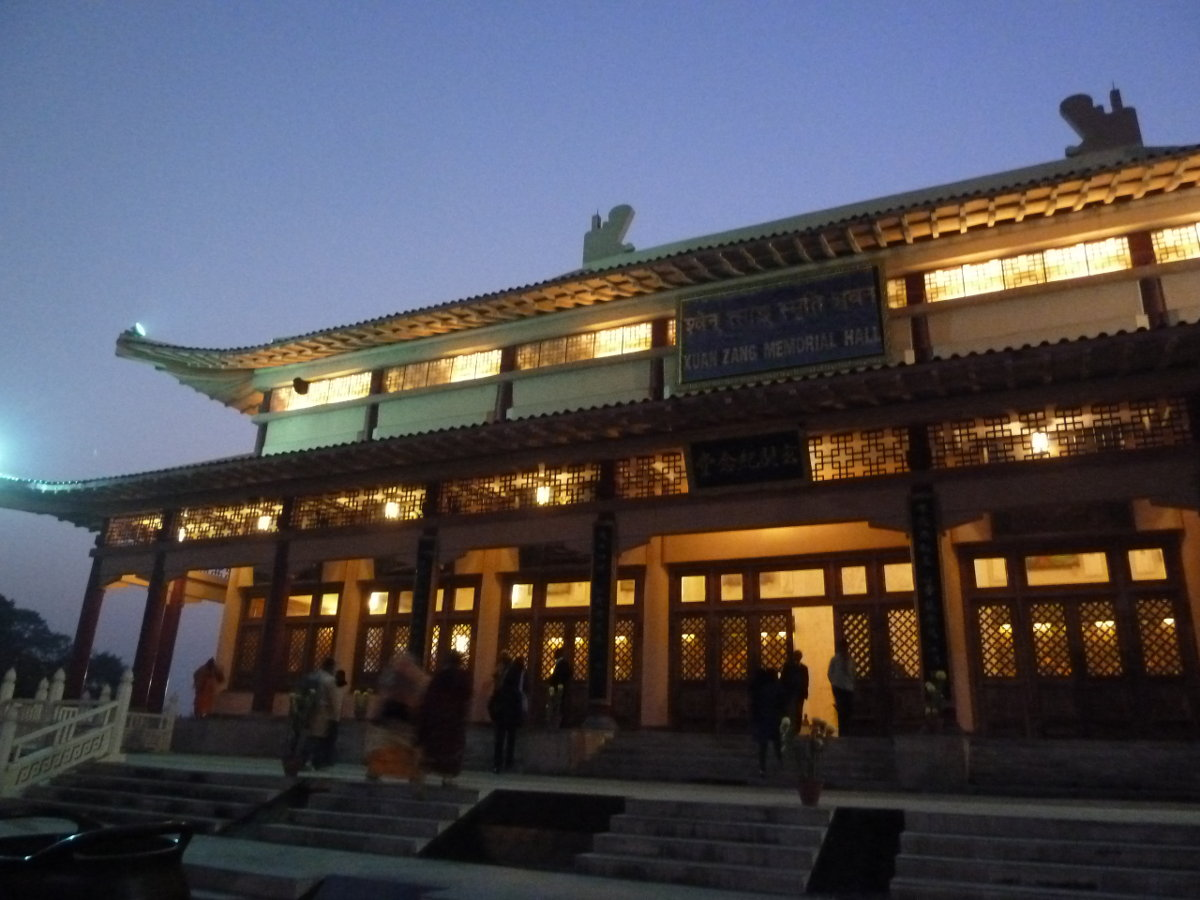
那烂陀寺遺址旁的玄奘紀念堂，2007年落成

2006年12月9日，《纽约时报》一篇投搞提及一個由新加坡帶領，包括印度、日本和其他国家的国际财团将集资5亿美元於那烂陀寺古跡遺址興建新的那烂陀大学，并另用5亿美元修建必要的基础设施。中国政府也在2010年12月16日和2011年11月15日分别向那烂陀大学捐赠了100万美元，以支持中印文化交流。
2009年10月25日，东南亚国家协会（ASEAN）10国与中国大陸、印度、日本、南韩、澳洲、纽西兰在泰国华欣（Hua Hin）举行的第4届东亚峰会（East Asia Summit）联合声明，支持将复兴的那烂陀大学建立成非国有、非营利、世俗且独立经营的国际机构。
由于印度总统穆克吉（Pranab Mukherjee）迟未批准第2任期提名案，首任校长诺贝尔经济学奖得主阿馬蒂亞·森（Amartya Sen）2月时表示，总理納倫德拉·莫迪（Narendra Modi）政府不要他续任，因此自行退出角逐。阿馬蒂亞·森在莫迪还是省长时，就经常对他公开批评。
筹备多时的那烂陀大学于2014年9月1日正式开学，第一期只招收15名学员。那烂陀大学只招收研究生与博士生。
那烂陀大学前任名譽校长是前新加坡外交部长杨荣文，現任名譽校長是Vijay P. Bhatkar。

## 延伸阅读
- Minhaj-ud-Din, Maulana. . Translated by Major H. G. Raverty. 1881: 552.
- Dutt, Sukumar. . London: George Allen and Unwin Ltd (Reprinted 1988). 1962  [2021-08-17]. ISBN 978-81-208-0498-2. （原始内容存档于2017-03-10）.
- Chandra, Satish. . Har-Anand Publications. 2004  [2021-08-17]. ISBN 978-8124110645. （原始内容存档于2022-02-18）.
- Ghosh, Amalananda.  5. New Delhi: The Archaeological Survey of India. 1965.
- Scharfe, Hartmut. . Handbook of Oriental Studies 16. Brill. 2002  [2021-08-17]. ISBN 9789004125568. （原始内容存档于2016-11-26）.
- Basham, A. L. . London: Picador. 1954. ISBN 978-0330439091.
- Chos-dar, Upasaka. . Translated by George Roerich, Introduction by A.S. Altekar. 1959  [2021-08-17]. （原始内容存档于2022-02-18）. The account was narrated by Dharmasvamin to his student, Chos-dar.
- Altekar, Anant Sadashiv. . Nand Kishore. 1965  [2021-08-17]. ISBN 978-8182054929. （原始内容存档于2022-02-18）.
- Grousset, Rene. . Translated from French by JA Underwood. Orion Press. 1971 [First published in French in 1929]  [2021-08-17]. ISBN 978-0-7661-9347-5. （原始内容存档于2022-02-18）.
- Joshi, Lal Mani. . Motilal Banarsidass Publications. 1977  [2021-08-17]. ISBN 978-8120802810. （原始内容存档于2022-03-18）.
- Wriggins, Sally Hovey. . Boulder, Colo.: Westview Press. 1996. ISBN 978-0-8133-2801-0.
- Wink, André.  1 3rd. Boston, MA: Brill. 2002. ISBN 978-0-391-04173-8.
- Sharma, Suresh Kant. . Mittal Publications. 2005  [2021-08-17]. ISBN 978-8183240178. （原始内容存档于2022-02-18）.
- Khurshid, Anis. . International Library Review. January 1972, 4 (1): 21–65. doi:10.1016/0020-7837(72)90048-9.
- Sastri, Hiranand. . New Delhi: Sri Satguru Publications. 1986 [First published in 1942]  [2021-08-17]. ISBN 978-8170300137. （原始内容存档于2022-02-18）.
- Sastri, Kallidaikurichi Aiyah Nilakanta.  2nd. Motilal Banarsidass Publishers. 1988 [1967]  [2021-08-17]. ISBN 978-8120804661. （原始内容存档于2017-03-11）.
- Taher, Mohamed; Davis, Donald Gordon. . New Delhi: Concept Pub. Co. 1994  [2021-08-17]. ISBN 978-8170225249. （原始内容存档于2022-02-18）.
- Bhatt, Rakesh Kumar. . Mittal Publications. 1995  [2021-08-17]. ISBN 978-8170995821. （原始内容存档于2022-02-18）.
- Mookerji, Radha Kumud.  2. Motilal Banarsidass Publications. 1998 [First published in 1951]  [2021-08-17]. ISBN 978-8120804234. （原始内容存档于2022-02-18）.
- Patel, Jashu; Kumar, Krishan. . Greenwood Publishing Group. 2001  [2021-08-17]. ISBN 9780313294235. （原始内容存档于2022-02-18） （英语）.
- Collins, Randall. . Harvard University Press. 2000  [2021-08-17]. ISBN 978-0-674-00187-9. （原始内容存档于2021-08-14）.
- Beal, Samuel. . Trubner's Oriental Series 1 New. London: Routledge. 2000 [First published in 1911]. ISBN 9781136376290.
- Humphreys, Christmas. . Psychology Press. 1987  [2021-08-17]. ISBN 978-0700701971. （原始内容存档于2022-02-18）.
- Wayman, Alex. . Motilal Banarsidass. 1984  [2021-08-17]. ISBN 978-8120806757. （原始内容存档于2016-12-23）.
- Kulke, Hermann; Rothermund, Dietmar.  Fourth. Routledge. 2004  [2021-08-17]. （原始内容存档于2014-10-04）.
- Monroe, Paul. . Genesis Publishing. 2000. ISBN 978-8177550917.
- Walser, Joseph. . Columbia University Press. 2005  [2021-08-17]. ISBN 978-0231131643. （原始内容存档于2022-02-18）.
- Le, Huu Phuoc. . Grafikol. 2010: 58–66  [2021-08-17]. ISBN 978-0984404308. （原始内容存档于2022-02-18）.
- Frazier, Jessica (编). . London: Continuum. 2011  [2021-08-17]. ISBN 978-0-8264-9966-0. （原始内容存档于2022-02-18）.
- Jarzombek, Mark M.; Prakash, Vikramaditya; Ching, Francis D.K. . John Wiley & Sons. 2011  [2021-08-17]. ISBN 978-0470902455. （原始内容存档于2021-08-17）.
- Buswell Jr., Robert E.; Lopez Jr., Donald S. . Princeton: Princeton University Press. 2013  [2021-08-17]. ISBN 9781400848058. （原始内容存档于2020-05-17）.
- Kim, Jinah. . University of California Press. 2013  [2021-08-17]. ISBN 978-0520273863. （原始内容存档于2022-02-18）.
- Walton, Linda. . Cambridge: Cambridge University Press. 2015. ISBN 978-0-521-19074-9.